# 8-4
8-4, Ltd. (japanisch: 有限会社ハチノヨン, Hepburn: Yūgen Gaisha Hachi no Yon) ist ein japanisches Videospiel-Lokalisierungsunternehmen mit Sitz in Shibuya, Tokio. Das Unternehmen wurde 2005 von Hiroko Minamoto und dem ehemaligen Electronic Gaming Monthly (EGM)-Redakteur John Ricciardi gegründet. 2008 stieß Ricciardis EGM-Kollege Mark MacDonald zu ihnen, der das Unternehmen 2016 verließ, um als VP, Production of Business and Development bei Enhance Games zu arbeiten. Das Unternehmen führt Übersetzungen und Lokalisierungen vom Japanischen ins Englische und vom Englischen ins Japanische auf Vertragsbasis durch und hat unter anderem Monster Hunter, Nier, Dragon Quest, Fire Emblem, Tales und Undertale lokalisiert. Das Unternehmen ist nach dem letzten Level von Super Mario Bros. benannt.

## Übersetzung
8-4 wird in der Regel in der Mitte der Entwicklungsphase eines Spiels in den Lokalisierungsprozess einbezogen, indem sie Zugang zu einem Entwicklungs-Build des Titels sowie des Master-Skripts erhalten. Gelegentlich wirken sie sogar während des gesamten Entwicklungszyklus mit, wie im Fall von Shadows of the Damned. Da die Verlage zunehmend auf eine gleichzeitige weltweite Veröffentlichung drängen, werden sie immer früher in Projekte einbezogen.
Im ersten Schritt des Lokalisierungsprozesses machen sie sich mit dem Spiel und gegebenenfalls mit anderen Spielen der Reihe vertraut, indem das Team die Spiele mehrmals durchspielt und sich Notizen macht. Für die eigentliche Übersetzung verwenden sie große Microsoft Excel-Tabellen, die das Master-Skript sowohl auf Japanisch als auch auf Englisch enthalten. Neben der wörtlichen Übersetzung schlagen sie auch Änderungen vor, um das Spiel für das westliche Publikum zugänglicher zu machen. In Glory of Heracles zum Beispiel wurde auf Empfehlung gegeben, die Kampfgeschwindigkeit zu verdreifachen, um die Kämpfe spannender zu gestalten.
Das Team wird von Richard Honeywood geführt, den Gründer der Lokalisierungsabteilung von Square, als Einfluss auf ihren Übersetzungsstil an. Über die bloße Übersetzung der Wörter hinaus versucht 8-4, das gleiche Gefühl wie in der Originalversion zu vermitteln, indem es auf den Tonfall, die Benutzeroberfläche und kulturelle Bezüge achtet. Aufgrund ihrer textlastigen Natur sind die meisten Aufträge von 8-4 für Rollenspiele wie Eternal Sonata, Tales of Vesperia und Star Ocean: The Last Hope, die die Möglichkeiten interner Übersetzungsteams übersteigen. Bei der Übersetzung von Dragon Quest VI: Realms of Revelation übernahmen sie Honeywoods Dragon Quest Style Guide, um die Konsistenz zwischen den Spielen zu gewährleisten. Laut eigener Aussage zählen zu ihren Lieblingsprojekten Spiele wie Baten Kaitos Origins, bei denen die Entwickler ihnen erlaubten, jeden Aspekt der Lokalisierung zu übernehmen, einschließlich Master-Skript, Debugging, Qualitätssicherung und Sprachproduktion.

## Spiele
| Jahr | Spiel                                              | Auftraggeber                | Typ der Lokalisierung                                                   |
| ---- | -------------------------------------------------- | --------------------------- | ----------------------------------------------------------------------- |
| 2005 | Mario Tennis: Power Tour                           | Nintendo                    | von japanisch nach englisch                                             |
| 2006 | Warship Gunner 2                                   | Koei                        | von japanisch nach englisch                                             |
| 2006 | Xenosaga Episode III: Also sprach Zarathustra      | Namco Bandai Games          | von japanisch nach englisch                                             |
| 2006 | Baten Kaitos Origins                               | Nintendo                    | von japanisch nach englisch                                             |
| 2006 | Tales of the Abyss                                 | Namco Bandai Games          | von japanisch nach englisch                                             |
| 2006 | Gunpey                                             | Q Entertainment             | von japanisch nach englisch                                             |
| 2006 | Gunpey DS                                          | Q Entertainment             | von japanisch nach englisch                                             |
| 2006 | Every Extend Extra                                 | Q Entertainment             | von japanisch nach englisch                                             |
| 2007 | Rogue Galaxy                                       | Sony Computer Entertainment | von japanisch nach englisch                                             |
| 2007 | Lunar Knights                                      | Kojima Productions          | von japanisch nach englisch                                             |
| 2007 | Tales of the World: Radiant Mythology              | Namco Bandai Games          | von japanisch nach englisch                                             |
| 2007 | Brave Story: New Traveler                          | XSEED Games                 | von japanisch nach englisch                                             |
| 2007 | Jeanne d'Arc                                       | Sony Computer Entertainment | von japanisch nach englisch                                             |
| 2007 | Wild ARMs 5                                        | XSEED Games                 | von japanisch nach englisch                                             |
| 2007 | Eternal Sonata (Xbox 360)                          | Namco Bandai Games          | von japanisch nach englisch                                             |
| 2008 | Ape Quest                                          | Sony Computer Entertainment | von japanisch nach englisch                                             |
| 2008 | Culdcept Saga                                      | Namco Bandai Games          | von japanisch nach englisch                                             |
| 2008 | Wild ARMs XF                                       | XSEED Games                 | von japanisch nach englisch                                             |
| 2008 | Soulcalibur IV                                     | Namco Bandai Games          | von japanisch nach englisch                                             |
| 2008 | Tales of Vesperia                                  | Namco Bandai Games          | von japanisch nach englisch                                             |
| 2008 | Eternal Sonata (PS3)                               | Namco Bandai Games          | von japanisch nach englisch                                             |
| 2008 | Tales of Symphonia: Dawn of the New World          | Namco Bandai Games          | von japanisch nach englisch                                             |
| 2008 | Castlevania Judgment                               | Konami                      | von japanisch nach englisch                                             |
| 2008 | Imagine: Ballet Star                               | Ubisoft                     | von japanisch nach englisch                                             |
| 2009 | Tenchu: Shadow Assassins (Wii)                     | Ubisoft                     | von japanisch nach englisch                                             |
| 2009 | Fire Emblem: Shadow Dragon                         | Nintendo                    | von japanisch nach englisch                                             |
| 2009 | Star Ocean: The Last Hope                          | Square Enix                 | von japanisch nach englisch                                             |
| 2009 | Tenchu: Shadow Assassins (PSP)                     | Ubisoft                     | von japanisch nach englisch                                             |
| 2009 | Imagine: Makeup Artist                             | Ubisoft                     | von japanisch nach englisch                                             |
| 2009 | Soulcalibur: Broken Destiny                        | Namco Bandai Games          | von japanisch nach englisch                                             |
| 2009 | Katamari Forever                                   | Namco Bandai Games          | von japanisch nach englisch                                             |
| 2009 | Undead Knights                                     | Tecmo                       | von japanisch nach englisch                                             |
| 2009 | Petz Hamsterz Bunch                                | Ubisoft                     | von japanisch nach englisch                                             |
| 2009 | Tekken 6                                           | Namco Bandai Games          | von japanisch nach englisch                                             |
| 2010 | Glory of Heracles                                  | Nintendo                    | von japanisch nach englisch                                             |
| 2010 | White Knight Chronicles International              | Sony Computer Entertainment | von japanisch nach englisch                                             |
| 2010 | Star Ocean: The Last Hope International            | Square Enix                 | von japanisch nach englisch                                             |
| 2010 | Super Monkey Ball: Step & Roll                     | Sega                        | von japanisch nach englisch                                             |
| 2010 | The Eye of Judgment: Legends                       | Sony Computer Entertainment | von japanisch nach englisch                                             |
| 2010 | Nier                                               | Square Enix                 | von japanisch nach englisch                                             |
| 2010 | Monster Hunter Tri                                 | Capcom                      | von japanisch nach englisch                                             |
| 2010 | Castlevania: Harmony of Despair                    | Konami                      | von japanisch nach englisch                                             |
| 2010 | Adrenalin Misfits                                  | Konami                      | von japanisch nach englisch                                             |
| 2010 | Echochrome II                                      | Sony Computer Entertainment | von japanisch nach englisch                                             |
| 2011 | Dragon Quest VI: Realms of Revelation              | Nintendo                    | von japanisch nach englisch                                             |
| 2011 | Dead or Alive: Dimensions                          | Tecmo Koei                  | von japanisch nach englisch                                             |
| 2011 | Shadows of the Damned                              | Grasshopper Manufacture     | japanisch und englisch gegenseitig                                      |
| 2011 | Disney Epic Mickey                                 | Disney Interactive Studios  | von japanisch nach englisch                                             |
| 2011 | Wind-up Knight                                     | Robot Invader               | von japanisch nach englisch                                             |
| 2011 | Zoo Resort 3D                                      | Ubisoft                     | von japanisch nach englisch                                             |
| 2011 | Aquaria                                            | Semi Secret Software        | von englisch nach japanisch                                             |
| 2011 | The Black Eyed Peas Experience                     | Ubisoft                     | Selbsverfassung englischer Texte                                        |
| 2011 | Otomedius Excellent                                | Konami                      | von japanisch nach englisch                                             |
| 2011 | Fossil Fighters: Champions                         | Nintendo                    | von japanisch nach englisch                                             |
| 2012 | Tales of Graces f                                  | Namco Bandai Games          | von japanisch nach englisch                                             |
| 2012 | Soulcalibur V                                      | Namco Bandai Games          | von japanisch nach englisch (DLC-Übersetzung)                           |
| 2012 | Tales of the Abyss                                 | Namco Bandai Games          | von japanisch nach englisch                                             |
| 2012 | Touch My Katamari                                  | Namco Bandai Games          | von japanisch nach englisch                                             |
| 2012 | Skullgirls                                         | Reverge Labs                | Beidseitige Unternehmensverständigung                                   |
| 2012 | Dragon's Dogma                                     | Capcom                      | von japanisch nach englisch                                             |
| 2012 | Gravity Rush                                       | Sony Computer Entertainment | Bearbeitung englischer Texte                                            |
| 2012 | Steel Battalion: Heavy Armor                       | Capcom                      | von japanisch nach englisch                                             |
| 2012 | Superbrothers: Sword & Sworcery EP                 | Capybara Games              | von englisch nach japanisch, außerdem für Werbung zuständig             |
| 2013 | Rise of the Blobs                                  | Robot Invader               | von englisch nach japanisch                                             |
| 2013 | Skulls of the Shogun                               | 17-BIT                      | englische Textverfassung                                                |
| 2013 | Fire Emblem Awakening                              | Nintendo                    | von japanisch nach englisch                                             |
| 2013 | Metal Gear Rising: Revengeance                     | Konami                      | von japanisch nach englisch                                             |
| 2013 | Monster Hunter 3 Ultimate                          | Capcom                      | von japanisch nach englisch                                             |
| 2013 | Tales of Xillia                                    | Namco Bandai Games          | von japanisch nach englisch                                             |
| 2013 | Hay Day                                            | Supercell                   | von englisch nach japanisch, Unternehmensberatung                       |
| 2013 | République                                         | Camouflaj LLC               | englisch-zu-FGS                                                         |
| 2014 | Boom Beach                                         | Supercell                   | von englisch nach japanisch                                             |
| 2014 | Drakengard 3                                       | Square Enix                 | von japanisch nach englisch                                             |
| 2014 | Threes!                                            | Sirvo                       | English-to-FGJ                                                          |
| 2014 | Wind-up Knight 2                                   | Robot Invader               | von englisch nach japanisch                                             |
| 2014 | Azure Striker Gunvolt                              | Inti Creates                | von japanisch nach englisch                                             |
| 2014 | Tales of Hearts R                                  | Namco Bandai Games          | von japanisch nach englisch                                             |
| 2015 | Rogue Legacy                                       | Cellar Door Games           | japanische Publisher                                                    |
| 2015 | Neko Atsume                                        | Hit-Point                   | von japanisch nach englisch                                             |
| 2015 | Xenoblade Chronicles X                             | Nintendo                    | von japanisch nach englisch                                             |
| 2016 | Super Time Force Ultra                             | Capybara Games              | von englisch nach japanisch                                             |
| 2016 | Mighty No. 9                                       | Comcept                     | Japanese-to-English, Consulting, community management, public relations |
| 2016 | Shovel Knight                                      | Yacht Club Games            | von englisch nach japanisch                                             |
| 2016 | Mario & Sonic bei den Olympischen Spielen Rio 2016 | Sega                        | von japanisch nach englisch                                             |
| 2016 | Gotta Protectors                                   | Ancient                     | von japanisch nach englisch                                             |
| 2016 | Azure Striker Gunvolt 2                            | Inti Creates                | von japanisch nach englisch                                             |
| 2017 | Nier: Automata                                     | Square Enix                 | von japanisch nach englisch                                             |
| 2017 | Fire Emblem Echoes: Shadows of Valentia            | Nintendo                    | von japanisch nach englisch                                             |
| 2017 | Undertale                                          | Toby Fox                    | von englisch nach japanisch, Konsole: Portierung und Publishing         |
| 2017 | Egglia: Legend of the Redcap                       | DMM.com                     | von japanisch nach englisch                                             |
| 2017 | Style Savvy: Styling Star                          | Nintendo                    | von japanisch nach englisch                                             |
| 2018 | Monster Hunter: World                              | Capcom                      | englisch: Übersetzungshilfe                                             |
| 2018 | Firewatch                                          | Campo Santo                 | von englisch nach japanisch                                             |
| 2018 | Slime Rancher                                      | Monomi Park                 | von englisch nach japanisch                                             |
| 2018 | Dragalia Lost                                      | Nintendo                    | von japanisch nach englisch                                             |
| 2018 | Return of the Obra Dinn                            | 3909 LLC                    | von englisch nach japanisch                                             |
| 2018 | Deltarune: Kapitel 1                               | Toby Fox                    | von englisch nach japanisch, Konsole: Portierung und Publishing         |
| 2019 | Bloodstained: Ritual of the Night                  | ArtPlay                     | von japanisch nach englisch                                             |
| 2019 | Celeste                                            | Extremely OK Games          | von englisch nach japanisch                                             |
| 2019 | SaGa: Scarlet Grace - Ambitions                    | Square Enix                 | von japanisch nach englisch                                             |
| 2020 | Space Channel 5 VR: Kinda Funky News Flash!        | Grounding                   | von japanisch nach englisch                                             |
| 2020 | Tales of Crestoria                                 | Bandai Namco Entertainment  | von japanisch nach englisch                                             |
| 2021 | Little Nightmares II                               | Bandai Namco Entertainment  | von englisch nach japanisch                                             |
| 2021 | Nier Replicant ver.1.22474487139...                | Square Enix                 | von japanisch nach englisch                                             |
| 2021 | Hades                                              | Supergiant Games            | von englisch nach japanisch                                             |
| 2021 | Nier Reincarnation                                 | Square Enix                 | von japanisch nach englisch                                             |
| 2021 | Spelunky                                           | Mossmouth                   | von englisch nach japanisch                                             |
| 2021 | Spelunky 2                                         | Mossmouth                   | von englisch nach japanisch                                             |
| 2021 | Deltarune: Kapitel 2                               | Toby Fox                    | von englisch nach japanisch, Konsole: Portierung und Publishing         |
| 2021 | Ikenfell                                           | Happy Star Games            | von englisch nach japanisch                                             |
| 2021 | Jett: The Far Shore                                | Superbrothers               | von englisch nach deutsch und japanisch                                 |
| 2022 | Gotta Protectors: Cart of Darkness                 | Ancient                     | von japanisch nach englisch, Publisher in NA und EU                     |

## Podcast
8-4 veranstaltet einen zweiwöchentlichen Podcast, der sich mit „Japan, Videospielen und japanischen Videospielen“ beschäftigt und als 8-4 Play bekannt ist. Er wird von den 8-4some, bestehend aus Mark MacDonald, John Ricciardi, Sarah Podzorski und Justin Epperson, moderiert. Da sich 8-4 in Tokio befindet, hat es die Möglichkeit, an vielen Veranstaltungen der japanischen Videospielindustrie wie der Tokyo Game Show, Capcoms Captivate und Grasshopper Manufactures Hoppers teilzunehmen und darüber zu berichten. Als 1UP.com- und EGM-Absolventen halten sie viele ihrer Videospieljournalismus-Verbindungen aufrecht, darunter James Mielke (jetzt bei Q Entertainment), Shane Bettenhausen (Ignition Entertainment) und David Abrams (Cheap Ass Gamer), die regelmäßig als Gäste in der Sendung auftreten. Gelegentlich haben sie auch prominente Designer zu Gast, wie Tetsuya Mizuguchi und Akira Yamaoka. Seit 2012 werden die Episoden des Podcasts auf Giant Bomb gehostet. Nach dem Tōhoku-Erdbeben und -Tsunami 2011 beteiligte sich 8-4 sowohl an der Grasshopper Manufacture-Wohltätigkeitsveranstaltung Grasstream 2 als auch an Play For Japan: The Album, die von Akira Yamaoka geleitet wurde.